# Kyle Coetzer
Kyle James Coetzer (nacido el 14 de abril de 1984) es un jugador de críquet escocés Coetzer fue capitán en las categorías Sub-15, Sub-17 y Sub-19, incluido el patrón en la Copa Mundial de Críquet Sub-19 2004 en Bangladés. En 2019, fue nombrado miembro de la Orden del Imperio Británico (MBE) en la Lista de Honores del Cumpleaños de la Reina por sus servicios en el críquet. En enero de 2020, Coetzer fue nombrado Jugador de críquet asociado del año por el Consejo Internacional de Críquet.

## Primeros años y carrera
En 2003, Coetzer hizo su debut en One Day para Escocia contra Pakistán. En 2011 se unió a Northamptonshire a préstamo, antes de mudarse de Durham de forma permanente. En agosto de 2012, Coetzer firmó un nuevo contrato de dos años que lo llevó hasta 2014. En febrero de 2018, el Consejo Internacional de Críquet (ICC) nombró a Coetzer como uno de los diez jugadores a seguir antes del torneo Clasificatorio para la Copa Mundial de Críquet 2018. En septiembre de 2019, fue nombrado capitán del equipo de Escocia para el torneo clasificatorio para la Copa del Mundo ICC T20 de 2019 en los Emiratos Árabes Unidos.

## Premios
Premio al Jugador Asociado de Cricket de la Década 2011-20 del Consejo Internacional de Críquet (ICC).